# یاقوتستان

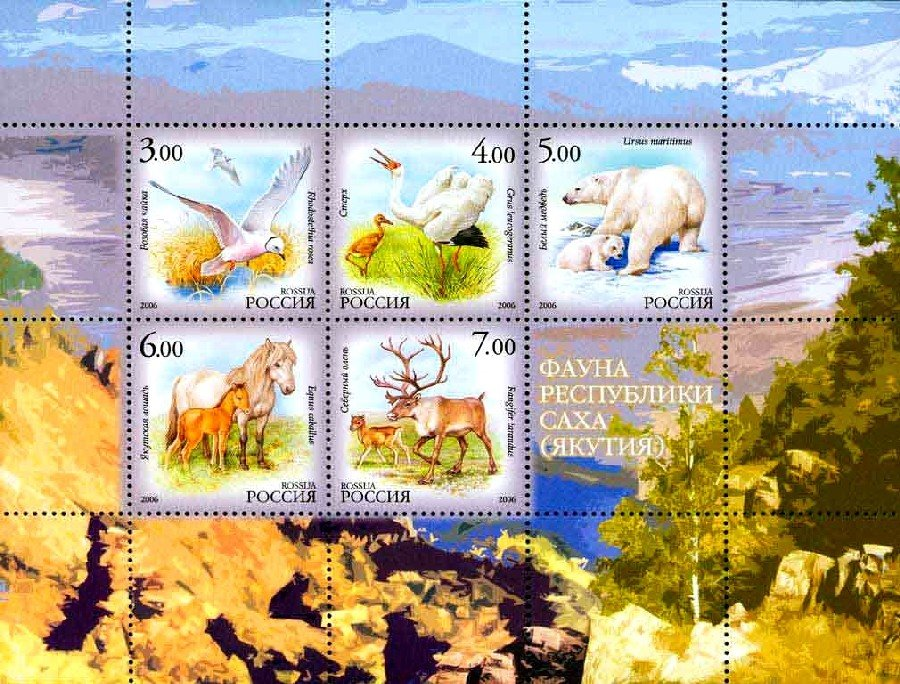
پوشش حیوانی جمهوری ساخا:مرغ دریایی روسی، مرغ ماهی خوار سیبریایی, خرس قطبی, اسب و گوزن شمالی. ورق مینیاتوری پست روسیه، ۲۰۰۶.

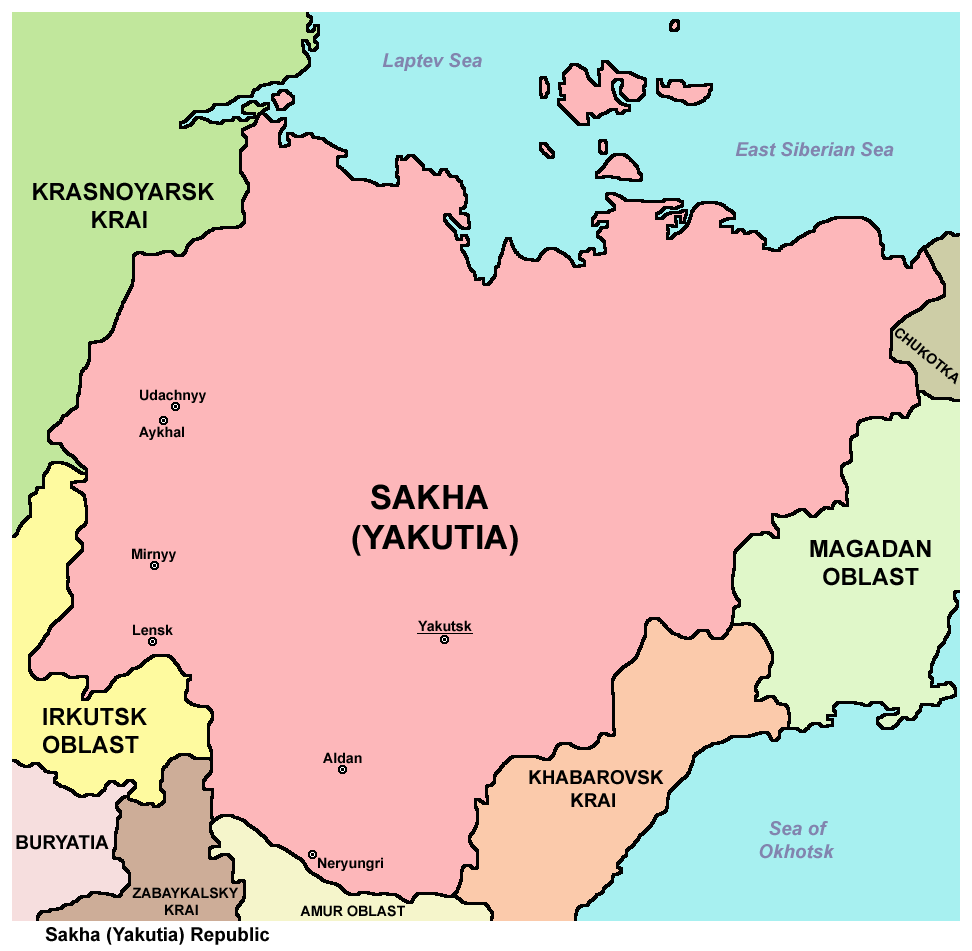
نقشه ساخا (یاکوتیا)

جمهوری یاقوتستان (به روسی: Республика Саха (Якутия)،‌ [رِسپوبلیکا ساخا (یاکوتیا)]) (به  یاقوتی Саха Өрөспүүбүлүкэтэ،‌ [ساخا ؤرؤسپۆۆبۆلۆکه‌ته]) (نام‌های دیگر: یاکوت، یاکوتیا ، یاکوتیه، ساخا یا ساکا ) یکی از جمهوری‌های روسیه است که در ناحیه فدرال خاور دور قرار گرفته‌است و مرکز آن شهر یاکوتسک است. جمهوری یاقوتستان در ۲۷ آوریل ۱۹۲۲ بنیاد و یکی از ده جمهوری خود مختار ترک‌تبار در روسیه است که مردم آن از نژاد ترک‌تبار یاقوتی هستند.
این جمهوری که نیمی از ناحیه فدرال خاور دور را به خود اختصاص داده‌است، با ۳٬۰۸۳٬۵۲۳ کیلومتر مربع مساحت بزرگترین ناحیه در تقسیمات کشوری بین همهٔ کشورهای جهان از نظر مساحت است و مرکز اداری آن، یاکوتسک، نیز سردترین شهر جهان است. یاقوتستان به آب‌وهوای سخت و سرمایش معروف است. پایین‌ترین دماها در نیم‌کره شمالی زمین در ورخویانسک و اویمیاکون شده که هر دو در یاقوتستان قرار دارند. به خاطر خشکی شدید منطقه، تابستان‌های آن بسیار سرد است.

## پیشینه
انسان در دیرینه کهن در سرزمین امروزی یاقوتستان ساکن گردید. باستان‌شناسان معتقدند که انسان در دوران پارینه‌سنگی در این سرزمین ساکن شد. اولین آثار باستانی کشف شده در این منطقه از سه میلیون تا سه هزار سال پیش تخمین زده شده‌اند.
زمان ورود ترک‌تباران ساخا به این منطقه را در دوره‌ای بین سده نهم میلادی تا سده شانزدهم میلادی می‌دانند. ساخاها به خاطر فشار قوم مغول‌تبار بوریات به این مناطق شمالی رانده شدند. ساخاها از شمال دریاچه بایکال به مناطق میانی رود لنا مهاجرت کردند. آن‌ها از مرکز جدید خود در امتداد میانی رود لنا، به تدریج به سوی شمال شرق و غرب فراتر از حوضه لنا به سمت اقیانوس منجمد شمالی گسترش یافتند. 
ساخاها پس از ورود به این نواحی ساکنان پیشین منطقه را که کم‌تعداد بودند و از راه شکار و دام‌داری گوزن شمالی زندگی می‌کردند پراکنده کرده و اقتصاد ایلیاتی و شبانی آسیای میانه را با خود به این حدود آوردند. بیشتر جمعیت بومیان قدیم سیبری که از نژاد تونگوزی بودند تا قرن ۱۷ میلادی در ساخاها استحاله شدند.
نام ساخا ترکی و به معنی چوب‌دستی و چماق است. واژه یاقوت یا یاکوت نامی است که مردم اِوِنکی  برای اشاره به ساخاها استفاده می‌کردند. روس‌ها نیز این نام را از اونکی‌ها برگرفته و برای ساخاها استفاده کردند.

## سیاست جمهوری یاقوتستان

### ریاست جمهوری
ریاست جمهوری یاقوتستان بعهده رئیس‌ جمهور بوده که همزمان به عنوان رئیس قوه مجریه و برای مدت ۵ سال تعیین می‌گردد.

### پارلمان
نمایندگان عالی، ارگان‌های نظارت‌کننده و قانونگذار جمهوری یاقوتستان به‌دست شورای دولتی یا همان پارلمان جمهوری اداره می‌گردند. نام محلی این شورا به نام (ایل تومن) معروف است. پارلمان جمهوری ساخا از ۷۰ نماینده تشکیل شده و به مدت ۵ سال انتخاب می‌گردند. در حال حاضر ریاست پارلمان جمهوری یاقوتستان به عهده آقای باسی گیسف است (از تاریخ ۲۰ مارس ۲۰۰۸)

### دولت
دولت در جمهوری یاقوتستان به عنوان قوه مجریه در این جمهوری تلقی می‌گردد. ساختمان و اجزای دولت توسط رئیس‌جمهور و هیئت دولت تعین می‌گردند. در حال حاضر دولت جمهوری یاقوتستان را یک نخست‌وزیر، دو قائم مقام، پنج معاون، هفده وزیر و سه نماینده کمیته دولتی تشکیل می‌دهند. از فوریه ۲۰۰۳ میلادی نخست‌وزیر این جمهوری آقای بوریسوف بوده که در تاریخ ۱۴ فوریه ۲۰۰۷ مجدداً به این سمت منصوب گردید.

## جغرافیا
جمهوری یاقوتستان در قسمت شمال شرقی سیبری واقع شده‌است. یاقوتستان، بزرگترین منطقه تابعه فدراسیون روسیه و همچنین بزرگترین واحد ارضی-منطقه‌ای در جهان محسوب می‌گردد.
در داخل این جمهوری دریاچه‌های بزرگ بوستاخ و لابینکییر قرار گرفته‌اند.

### منطقه ساعتی جهانی
سه منطقه ساعتی (نصف النهار) در داخل جمهوری یاقوتستان وجود دارد که عبارتند از:
- منطقهٔ غربی و مرکزی که در آن بزرگترین نقاط پرجمعیت یاکوستک، ناریونگری و میرنی قرار دارند UTC+۹ و در تابستان UTC+۱۰
- ناحیه تومپونسکی و اوست- مایسکی اولوس که شامل نقاط مسکونی ورخویانسک و خاندیگا می‌باشد UTC+۱۰ و در تابستان UTC+۱۱
- قسمت شرقی که شامل حوزه رودخانه ایندیگیرکا و کولی می‌ومناطق مسکونی اوست - نیه را، اوی میاکن، سردنوکالی مسک و چرسکی می‌باشد UTC+۱۱ و در تابستان UTC+۱۲

## اقتصاد

### صنایع
صنایع این جمهوری بسمت استخراج و غنی سازی مواد خام سوق داده شده‌است. دارای منابع طبیعی ثروتمندی است. در سرزمین یاقوتستان بزرگترین معدن استخراج اورانیوم که ذخایر آن بعد از عملیات اکتشافی در حدود ۳۴۴ هزار تن تخمین زده شده‌است موجود می‌باشد.
بخشهای مختلف صنایع عبارتند از:
- فلزات گرانبها، بیشتر الماس و طلا (در حدود ۹۰٪ الماس و در حدود ۲۴٪ طلای روسیه در این جمهوری استخراج می‌گردد). شرکت سهامی آلروسا که بزرگترین شرکت تولیدکننده الماس و دومین شرکت در فروش الماس در سطح دنیا می‌باشد. بیشتر معدنهای این سرزمین را قلع، طلا و الماس دربرمی گیرد.
- صنایع زغال‌سنگ
- تولید مصالح ساختمانی
- صنایع جنگل و چوب بری
- تعمیرات ماشین‌های صنعتی
- صنایع سبک و غذایی

## مردم جمهوری یاقوتستان

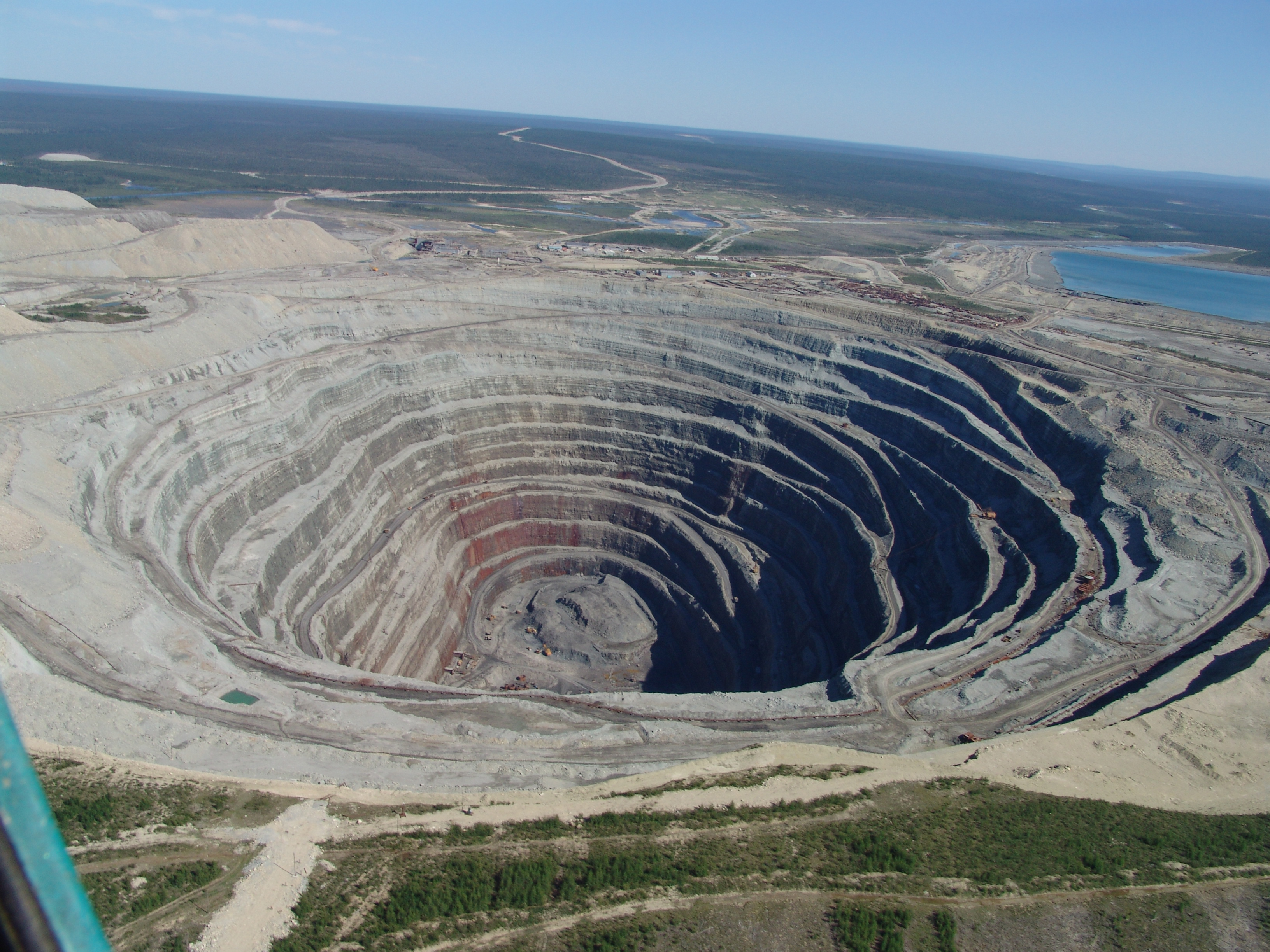
گودال اوداچنایا.

یاقوت‌ها(۵۰٪)، روسها (۳۷٫۷٪) و اوکراینیها (۷٪) گروه‌های اصلی جمعیت این سرزمین‌اند. زبان‌های رسمی نیز شامل زبان یاقوتی و زبان روسی است.

## جشن‌ها
به غیر از جشن‌های عمومی و رسمی در روسیه، در جمهوری یاقوتستان روزهای دیگری به عنوان جشن ثبت گردیده‌است که عبارتند از:
- ۲۷ آوریل - روز جمهوری یاقوتستان
- ۲۱ ژوئن - جشن ملی ایسی آخ
- ۲۷ سپتامبر - روز اعلان قبول حق حاکمیت جمهوری ساخا (یاکوتیا)